# Kostel svatého Ludvíka (Moskva)

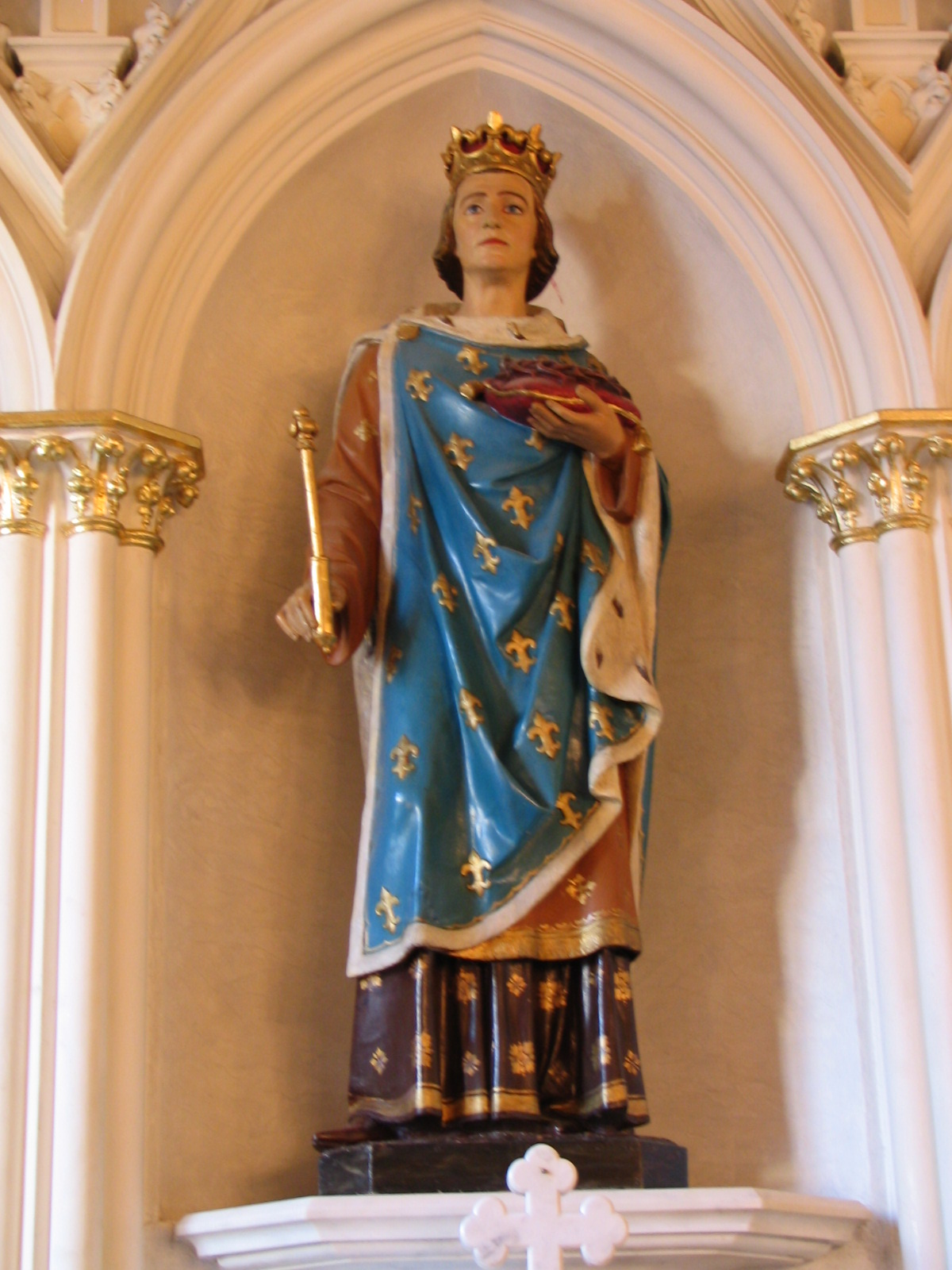
Socha sv. Ludvíka v chrámu

Kostel svatého Ludvíka (rusky Церковь Святого Людовика Французского) je římskokatolickým chrámem v Moskvě. Nachází se v části Malá Lubjanka a je jedním ze dvou katolických chrámů v tomto městě, které slouží potřebám katolické komunity.

## Historie
Počet příslušníků katolického vyznání začal stoupat hlavně po připojení Litvy a části Polska k Rusku po tzv. trojím dělení Polska. Kromě toho přicházeli do města Němci a Francouzi, hlavně jako vychovatelé do ruských šlechtických rodin. Už za vlády Kateřiny II. Byl postaven malý římskokatolický kostel. Kostel svatého Ludvíka byl postaven v letech 1833 a 1835 podle návrhu známého architekta A. Gilardiho v klasicistním architektonickém stylu. Byl zasvěcen svatému Ludvíkovi, francouzskému králi z období křižáckých výprav, jehož katolická církev svatořečila a jeho kult je rozšířen mezi francouzskými katolíky. Proto kostel sloužil hlavně tehdy početné francouzské komunitě v Moskvě. Při kostele se nacházely i dvě katolické školy (dívčí a chlapecká). V časech komunistické nadvlády byl tento chrám jediným katolickým kostelem, který nebyl uzavřen a mohl sloužit katolickým věřícím.

### Současnost
V současnosti je kostel symbolem ruského katolicismu a náboženské svobody Ruska. Konají se v něm i bohoslužby v anglickém a francouzském jazyce. Navštívili ho například Charles de Gaulle, Konrad Adenauer, Lech Wałęsa či Jacques Chirac.